# Zofiówka (powiat łucki)

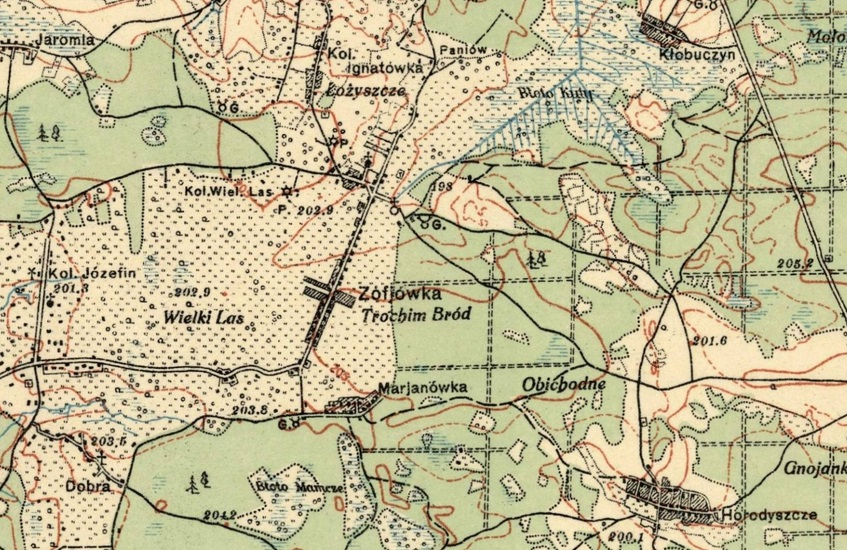
Zofiówka na mapie

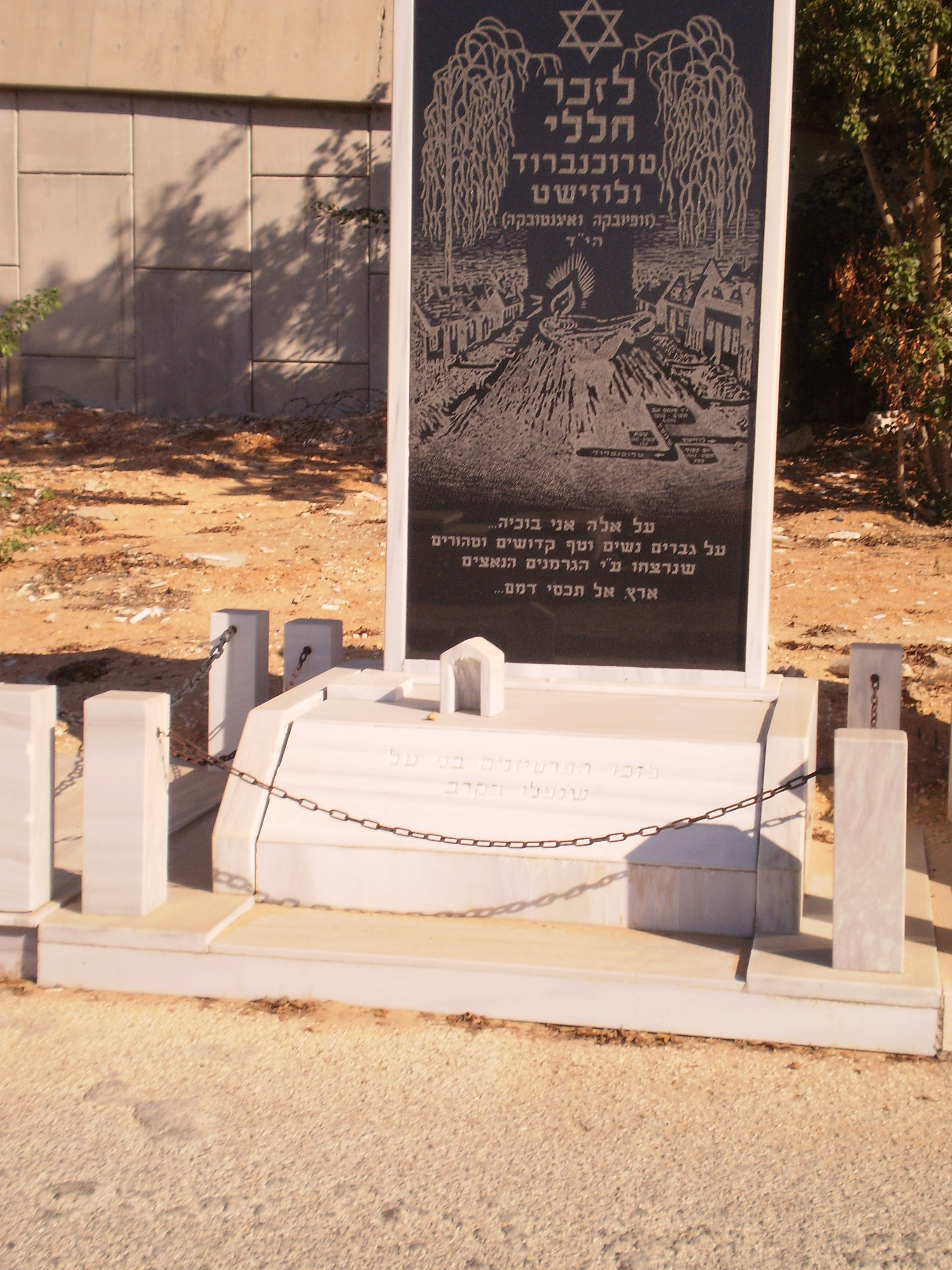
Pomnik pamięci Żydów z Zofiówki i Ignatówki na cmentarzu w Holon

Zofiówka (Trochenbrod) – nieistniejąca obecnie żydowska wieś na Wołyniu, zniszczona podczas Holocaustu. Miejsce, gdzie leżała Zofiówka, znajduje się współcześnie na terytorium Ukrainy w obwodzie wołyńskim, w rejonie łuckim; do 1945 w Polsce, w województwie wołyńskim, w powiecie łuckim, w gminie Silno.
W sierpniu i wrześniu 1942 Niemcy i ukraińscy policjanci z Schutzmannschaft dokonali w Zofiówce masowego mordu na miejscowej ludności żydowskiej.

## Historia
Zofiówka leżała w zachodniej części Wołynia, ok. 10 km na wschód od Trościańca i 50 km na północny wschód od Łucka.
Wieś była lokowana przez władze carskie w roku 1835 jako kolonia rolnicza o charakterze małomiasteczkowym. W roku 1889 osada liczyła 1200 osób (235 rodzin), natomiast w roku 1897 liczba mieszkańców wzrosła do 1580 osób. Do 1918 znajdowała się w guberni wołyńskiej.
W okresie międzywojennym i później – do lata 1942, najliczniejszą grupę ludności stanowili Żydzi, którzy nazywali Zofiówkę – Trochimbrodem (hebr. טרוכנברוד, ukr. Трохимбрід). Ten sztetl zamieszkany był również przez niewielką społeczność polską (kilka rodzin). W okresie I wojny światowej przez tereny wsi przechodziła linia frontu, co zmusiło część jej mieszkańców do ucieczki przed nacierającymi wojskami austriackimi, które w sierpniu 1915 zajęły miejscowość. W roku następnym Austriacy zbudowali w Zofiówce cmentarz żołnierski i kaplicę katolicką. Po wojnie, w roku 1921, zbudowano duży drewniany kościół katolicki, obsługujący szereg okolicznych miejscowości. W roku 1929 Zofiówka liczyła 1549 mieszkańców.
Po 17 września 1939 wieś jak i cały region dostała się pod okupację ZSRR, a po czerwcu 1941 pod okupację Niemiec hitlerowskich. W Zofiówce do 1942 znajdowała się siedmioklasowa szkoła powszechna, której kierownikiem był Polak, Franciszek Walas. W szkole, do roku 1941, byli zatrudnieni głównie nauczyciele pochodzenia żydowskiego oraz polskiego i ukraińskiego, m.in. Żydówki Bejmel i Traukman. Do szkoły uczęszczała zarówno młodzież polska jak i ukraińska, żydowska i niemiecka.

## Zagłada Zofiówki
Po wkroczeniu wojsk niemieckich cały czas trwały prześladowania i grabieże Żydów z Zofiówki (chodzi nie tylko o stałych mieszkańców, ale też o Żydów z przyległej żydowskiej kolonii Ignatówka oraz o około 1 tys. Żydów uchodźców wojennych, którzy schronili się w miasteczku) dokonywane przez Niemców i Ukraińców. Zdarzały się też mordy, w tym pogrom na przełomie czerwca i lipca 1941 r. oraz zamordowanie w lipcu 1941 r. 150 Żydów przewiezionych do Kiwerc.
W sierpniu 1942 około 100 ukraińskich policjantów z Schutzmannschaftsbataillone i 20 Niemców z Einsatzgruppe C przeprowadziło akcje zagłady ludności miasteczka. Pierwsza taka akcja miała miejsce 9 sierpnia 1942 r., gdy – zdaniem A.Bendavid-Vala – zabito około 4,5 tysięcy osób, a druga w Jom Kipur 21 września 1942 r., gdy śmierć poniosło 1,5 tys. Ostatnią pozostawioną przy życiu grupę żydowskich rzemieślników (20 osób) zamordowano 22 grudnia 1942. Egzekucji dokonywano w lesie koło pobliskiej wsi Jaroml, choć osoby uciekające lub chowające się zabijano na miejscu. Pozostawione przez Żydów ziemie i majątek ruchomy został skonfiskowany przez okupantów, a część domów zniszczono. Kilkuset Żydów z Zofiówki zdołało uciec przed eksterminacją do lasów, gdzie wielu zginęło w  wyniku obław policji ukraińskiej i Niemców, a reszta przetrwała dzięki pomocy ludności polskiej, ukraińskiej i partyzantów radzieckich. W podobny sposób sierpniową zagładę opisał też Henryk Cybulski szacując liczbę ofiar na ponad 5 tysięcy Żydów. Według innych źródeł całkowita liczba ofiar z Zofiówki była niższa: co najmniej 2 tys. bądź około 3 tys.
Kościół spaliła UPA 1 lipca 1943, a pod koniec lipca 1943 Zofiówka była już niezamieszkana. 30 sierpnia 1943 zgliszcza Zofiówki stały się miejscem wypadowym oddziałów UPA przed największym atakiem na Przebraże. Resztki miasteczka spalił oddział radziecki z ugrupowania Sidora Kowpaka, w którym byli też partyzanci żydowscy z Zofiówki.
Obecnie wieś nie istnieje. Zagładę wsi upamiętniają dwa pomniki postawione w 1990 roku – jeden na terenie wsi a drugi w miejscu zbrodni.

## Parafia Świętej Zofii i Matki Boskiej Dobrej Rady w Zofiówce
Parafia Świętej Zofii i Matki Boskiej Dobrej Rady w Zofiówce – parafia rzymskokatolicka diecezji łuckiej erygowana w roku 1921 w dekanacie kołkowskim. Do parafii należały wsie: Zofiówka, Bagna, Berezyna, Cegielnia, Chmielówka, Cukry, Czuczapy, Dermanka, Dobra, Domaszów, Dworzyszcze, Glinne, Gnilak, Grabinka, Hermanówka, Hynin, Horodyczyn, Horodyszcze, Huta Zofiówka, Ignatówka Silneńska, Ignatówka Trościańska, Jamskie, Jaromel, Jaromelskie Budki, Jeziorski Majdan, Józefin, Kłobuczyn, Koleso, Łąka, Łopateń, Łyczki, Łysa Góra, Majdan Marianówka, Myków, Nowa Ziemia, Ogniszcze, Ostrów, Paniów, Pasieka, Popowiny, Puszny Bór, Silno, Smolarnia, Trościaniec, Wielki Las, Zaburie, Zacisze, Zagajnik, Żurawicze. W roku 1938 cała parafia liczyła 3890 wiernych. Kościół parafialny został spalony przez ukraińskich nacjonalistów w dniu 1 lipca 1943.